# 足球频道
足球频道，于2015年5月12日试播，2016年6月8日开播，由呼和浩特广播电视台开办运营的偏本土化又主打足球赛事的专业体育类上星专业频道。该频道最初以“内蒙古足球”频道为呼号，英文缩写为“IMFC”。经国家广播电视总局和国家体育总局批准，内蒙古足球频道更名为足球频道，于2018年3月29日上星播出，收视范围由内蒙古扩展为全国。

## 节目编排
足球频道上星开始，该频道节目制作采取“赛事+节目带”的方式，并附带本土足球特色。节目编排以中国低级别联赛、国内外青少年联赛及足球专题节目为主，也会播出内蒙古本地体育相关内容。

## 节目列表
- 内蒙古足球动态
- 绿茵之星
- 我爱足球
- 我是球王
- 中甲赛场
- 中乙联赛
- 足球英雄
- 足球大事件
- IMFC特别关注